# 김희걸 (1966년)
김희걸(1966년 9월 29일 ~ )은 대한민국의 서울특별시의회 의원이다.

## 학력
- 전주상업고등학교 졸업
- 원광대학교 법학 학사

## 경력
- 강서양천신문사 편집장
- 한국자유총연맹 양천구지부 사무국장
- 남부신문사 대표
- (주)양천신문 대표
- 2002.07 ~ 2006.06: 제4대 서울특별시 양천구의회 의원
- 2014년 7월 1일 ~ 2018년 6월 30일: 제9대 서울특별시의회 의원
- 2018년 7월 1일 ~ 2022년 6월 30일: 제10대 서울특별시의회 의원

## 역대 선거 결과
|  | 44.02% |

|  | 50.82% |

|  | 9.85% |

|  | 3.66% |

|  | 46.95% |

|  | 62.4% |